# San Isidro, Compostela
San Isidro är en ort i Mexiko.   Den ligger i kommunen Compostela och delstaten Nayarit, i den centrala delen av landet, 700 km väster om huvudstaden Mexico City. San Isidro ligger 29 meter över havet och antalet invånare är 266.
Terrängen runt San Isidro är platt åt sydväst, men åt nordost är den kuperad. Runt San Isidro är det ganska tätbefolkat, med 54 invånare per kvadratkilometer. Närmaste större samhälle är Zacualpan, 3,0 km söder om San Isidro. Omgivningarna runt San Isidro är en mosaik av jordbruksmark och naturlig växtlighet.